# Kościół Ducha Świętego w Żabnie
Kościół Ducha Świętego – rzymskokatolicki kościół parafialny należący do dekanatu Żabno diecezji tarnowskiej.

## Historia
Budynek świątyni został wzniesiony w latach 1663-1685. Ufundował go Rafał Kazimierz Makowiecki, kasztelan kamieniecki i starosta trembowelski. Budowlę konsekrował biskup Marcin Oborski w 1685. Świątynię niszczyły pożary w 1799 i 1888, a w 1915 roku ucierpiała podczas działań wojennych, kiedy to uszkodzono dach i zniszczono portal główny. W latach 1955–57 świątynia została rozbudowana o nawy boczne i przedsionek zaprojektowane przez Piotra Krakowskiego pod kierunkiem architekta Piotra Kulki. W tym czasie zakrystię nakryto kopułą zaprojektowaną przez Stefana Świszczowskiego. W 1968 strop drewniany wymieniono na żelbetowy. 

## Architektura i wystrój

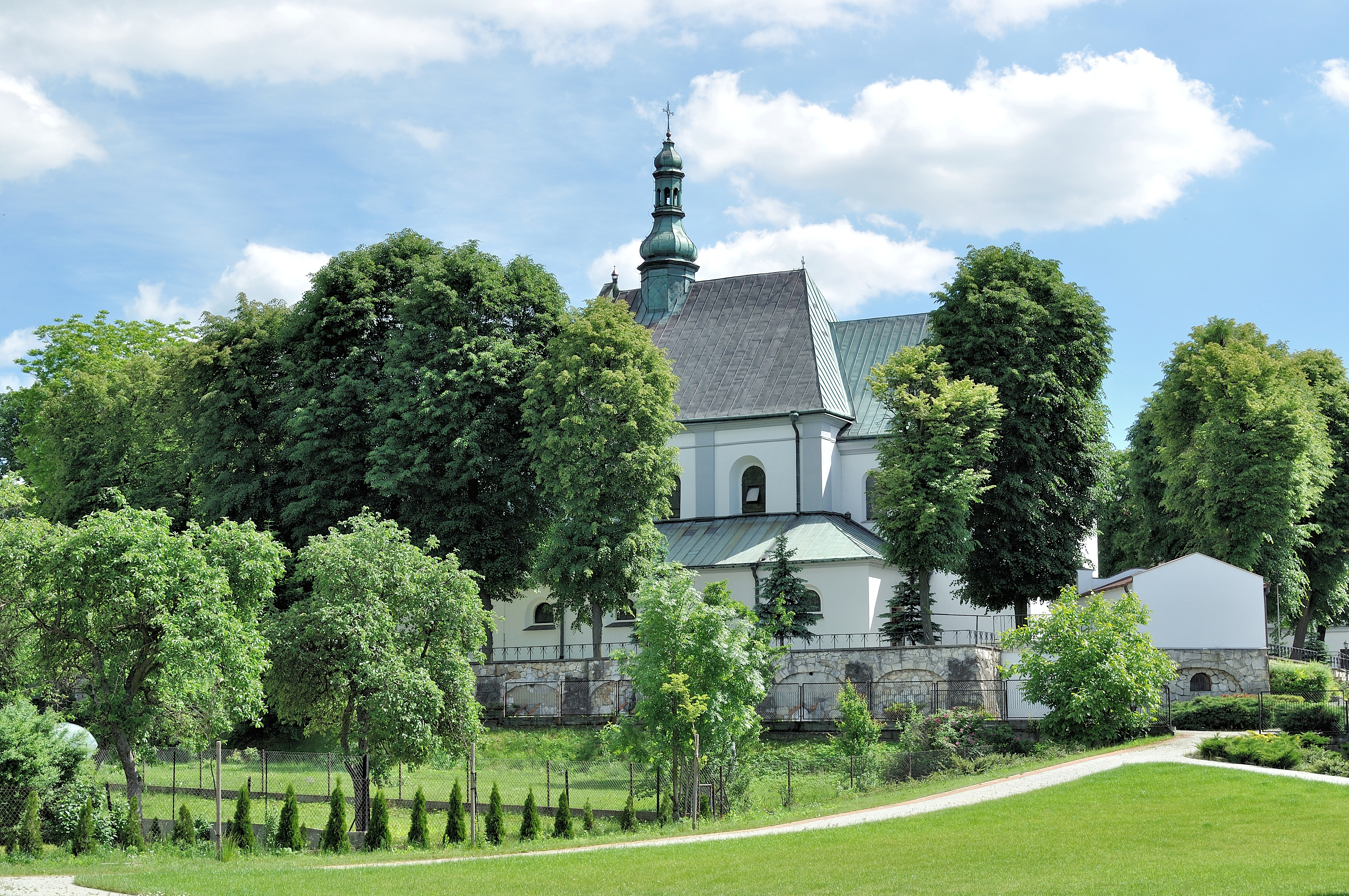
Widok boczny

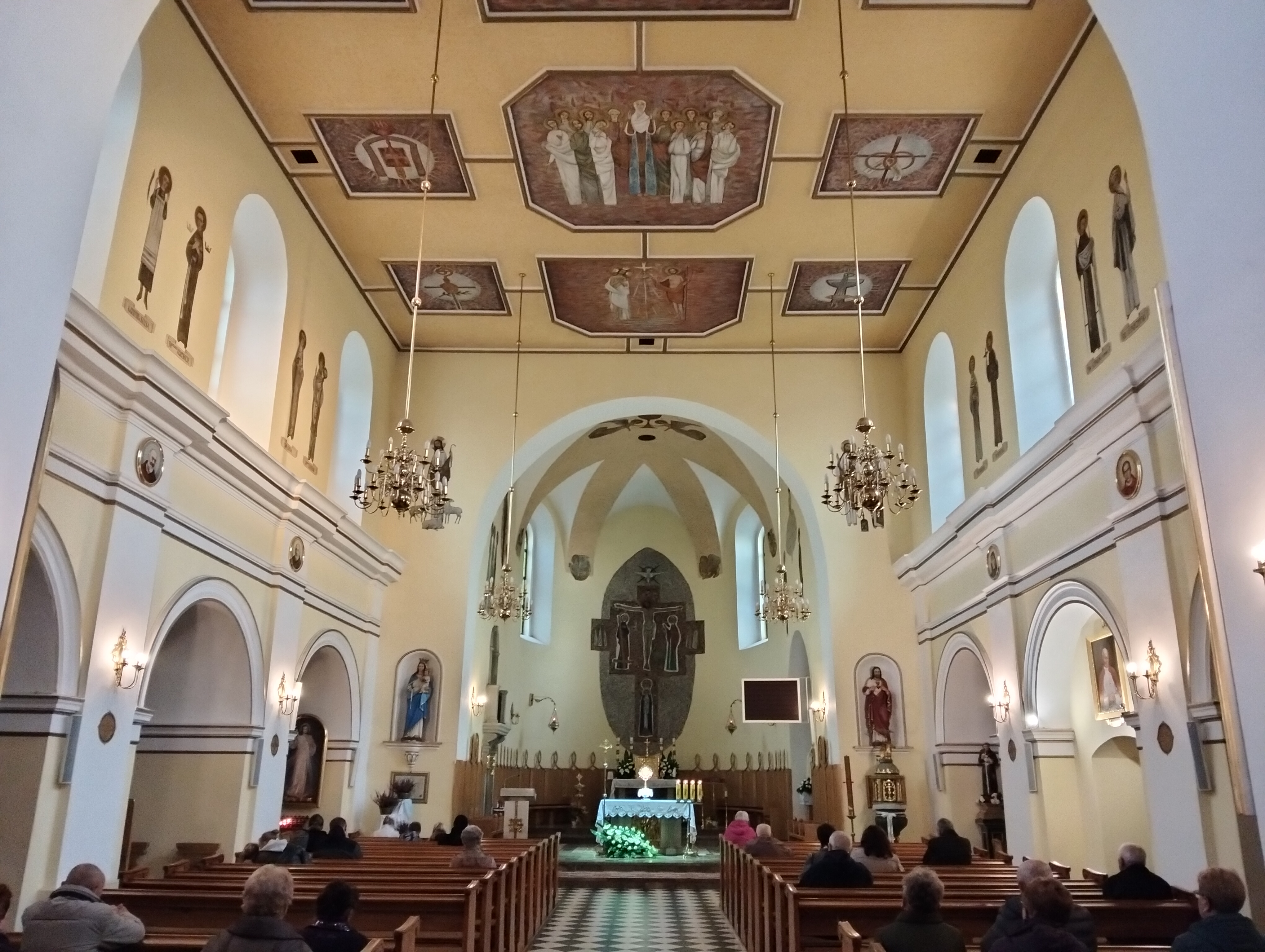
Wnetrze

Świątynia reprezentuje style: barokowy i neobarokowy. Jest to budowla murowana wzniesiona z cegły z użyciem kamienia i otynkowana. Pierwotnie kościół posiadał jedną nawę z krótkim prezbiterium. Obecnie posiada trzy nawy i trzy przęsła. Jest to bazylika z prezbiterium zamkniętym półkoliście, przy którym od strony północnej znajduje się zakrystia, a od strony południowej kaplica. Przy nawie od strony zachodniej znajduje się dobudowana część korpusu. Na zewnątrz ściany posiadają skromne podziały pilastrowe obwiedzione szkarpami. Szczyt nowej części frontowej został zbudowany w tradycji renesansowej i jest rozczłonkowany arkadkami w dwóch strefach, w których znajdują się płaskorzeźby świętych wykonane w 1960 roku. Ogrójec posiada rzeźby z 1866 roku wykonane przez Jana Wnęka. Dachy świątyni są nakryte blachą, nad prezbiterium i korpusem są dwuspadowe, nad przybudówkami przy prezbiterium są pulpitowe. Nad korpusem nawowym jest umieszczona wieżyczka na sygnaturkę z latarnią. Wnętrze nawy jest rozczłonkowane pilastrami nie sięgającymi stropu. Prezbiterium nakrywa sklepienie kolebkowe z lunetami, przybudówki po jego bokach nakrywają sklepienia krzyżowe, nawę główną i frontową część świątyni nakrywa strop płaski, nawy boczne nakrywają sklepienia żaglaste. Portal główny, w stylu barokowym pochodzi z 1684 roku, wykonany został z kamienia i posiada tablicę inskrypcyjną, został zrekonstruowany po zniszczeniu w 1915 roku. Portal kamienny przy wejściu od strony południowej posiada przerwany przyczółek z posągiem Matki Boskiej na smoku, reprezentuje styl barokowy i pochodzi z XVII wieku. Polichromia o charakterze figuralnym została wykonana przez Łukasza Karwowskiego i przedstawia sceny Zwiastowania, chrztu Chrystusa, Zmartwychwstania, Zesłania Ducha Świętego i Wniebowstąpienia oraz postacie świętych i błogosławionych: Cecylii, Jadwigi Andegaweńskiej, o. Papczyńskiego, Szymona z Lipnicy, Benedykta, Świerada, Dobrawy, Karoliny Kózka, Maksymiliana Kolbe, Kingi i Stanisława.